# Iperú
Iperú, Información y Asistencia al Turista, o simplemente iperú (con minúsculas), es el servicio gratuito que provee el Estado Peruano a través de la Comisión de Promoción del Perú para la Exportación y el Turismo y el Instituto Nacional de Defensa de la Competencia y de la Protección de la Propiedad Intelectual, que ofrece a los turistas información sobre destinos, atractivos, rutas, tiempos de viaje y empresas registradas que prestan servicios turísticos. También ofrece asistencia en caso de surgir cualquier tipo de problema durante el viaje por el Perú.

## Historia
Mediante un convenio de cooperación celebrado entre la Comisión de Promoción del Perú para la Exportación y el Turismo y el Instituto Nacional de Defensa de la Competencia y de la Protección de la Propiedad Intelectual del MITINCI (actual MINCETUR) el 24 de junio de 1994 se creó el Servicio de Protección al Turista, lo que viene a ser hoy iperú. Mediante este convenio el Indecopi otorgó a la nueva organización las funciones de su Comisión de Protección al Consumidor para atender los casos presentados contra empresas turísticas.
En 2001, se decidió agregar el Servicio de Información Turística. Esto dio origen a iperú, que fusionó las funciones de ambos servicios. A pesar de ser parte de una organización pública, la oficina de turismo atiende toda la semana, incluso domingos, feriados y durante paros o huelgas. Normalmente, las oficinas locales de iperú se denominan según la ciudad donde se localizan, manteniendo el logotipo y colores matrices.

## Funciones
La oficina nacional de turismo del Perú se encarga de tramitar los reclamos presentados por los turistas nacionales y extranjeros en contra de los proveedores de servicios turísticos, contando con facultades conciliadoras y mediadoras (mas no punitivas), a fin de solucionar los mismos.

## Oficinas de atención
Iperú es accesible de forma personal, telefónica y por correo electrónico. Cuenta con una red de treinta y seis oficinas ubicadas en quince ciudades del Perú:
| Departamento  | Ciudad           | Sedes |
| ------------- | ---------------- | --- |
| Amazonas      | Chachapoyas      | Plaza de Armas |
| Amazonas      | Tingo            | Teleférico de Kuélap |
| Áncash        | Huaraz           | Caseta de Información Turística y Plaza de Armas                                                                           |
| Apurimac      | Andahuaylas      | Plaza de Armas |
| Arequipa      | Arequipa         | Aeropuerto, Casona Santa Catalina y Plaza de Armas                                                                         |
| Ayacucho      | Ayacucho         | Aeropuerto y Municipalidad Provincial de Huamanga                                                                          |
| Cajamarca     | Cajamarca        | Aeropuerto y Plaza de Armas                                                                                                |
| Callao        | Callao           | Aeropuerto |
| Cusco         | Cusco            | Aeropuerto, Oficina de la Dirección Desconcentrada de Cultura del Cusco para Machu Picchu, Capilla Loreto y Plaza de Armas |
| Ica           | Nasca            | Aeropuerto |
| Ica           | Paracas          | Paracas |
| Lambayeque    | Chiclayo         | Centro de Chiclayo |
| Lambayeque    | Lambayeque       | Museo Tumbas Reales de Sipán                                                                                               |
| La Libertad   | Trujillo         | Huaca de la Luna y Plaza de Armas                                                                                          |
| Lima          | Lima             | San Isidro |
| Loreto        | Iquitos          | Aeropuerto y Centro de Iquitos                                                                                             |
| Madre de Dios | Puerto Maldonado | Aeropuerto y Plaza de Armas                                                                                                |
| Moquegua      | Moquegua         | Centro de Moquegua |
| Piura         | Piura            | Aeropuerto y Plaza de Armas                                                                                                |
| Puno          | Juliaca          | Aeropuerto |
| Puno          | Puno             | Terminal Terrestre y Plaza de Armas                                                                                        |
| San Martin    | Moyobamba        | Plaza de Armas |
| San Martin    | Tarapoto         | Aeropuerto y Centro de Tarapoto                                                                                            |
| Tacna         | Tacna            | Aeropuerto, Complejo Fronterizo Santa Rosa, Paseo Cívico y Terminal Terrestre                                              |
| Tumbes        | Tumbes           | CEBAF, Complejo Fronterizo de Zarumilla y Plaza de Armas                                                                   |

Iperú instala, además, módulos itinerantes de información turística en eventos o lugares con gran afluencia de visitantes nacionales y extranjeros, como en el caso de la celebración del Inti Raymi en el Cusco o la Fiesta de San Juan en Iquitos, en la amazonía peruana. La oficina central de iperú se encuentra ubicada en San Isidro, Lima.